# (45) Eugenia
(45) Eugenia es un asteroide perteneciente al cinturón de asteroides descubierto el 27 de junio de 1857 por Hermann Mayer Salomon Goldschmidt desde París, Francia. Está nombrado en honor de la emperatriz francesa de origen español Eugenia de Montijo.

## Características orbitales
Eugenia orbita a una distancia media de 2,721 ua del Sol, pudiendo acercarse hasta 2,494 ua y alejarse hasta 2,947 ua. Su excentricidad es 0,08332 y la inclinación orbital 6,604°. Emplea 1639 días en completar una órbita alrededor del Sol.

## Satélite
El 1 de noviembre de 1998, William J. Merline descubrió un satélite de este asteroide con el telescopio de 3,6 metros de Canadá-Francia-Hawái con un sistema de óptica adaptativa en Mauna Kea. Tiene una órbita próxima a circular que recorre en 4,7 días. Se le asignó la denominación: S/1998 (45) 1 y se le apodó Petit Prince, por El principito, personaje del escritor Antoine de Saint-Exupéry. En febrero del 2004, se descubrió el segundo satélite del asteroide y fue nombrado como S/2004 (45) 1.